# Kongresspolen
Kongresspolen var en rysk satellitstat och omfattade centrala och östra delar av dagens Polen. 
Det gränsade i norr till Väst- och Ostpreussen samt ryska guvernementet Kovno, i öster till guvernementen Vilna, Grodno och Volynien, i söder till det österrikiska Galizien och i väster till de preussiska provinserna Schlesien och Posen. 
Det underställdes Ryska imperiet efter Wienkongressen 1815 och existerade fram till 1868, då gränserna mot Ryssland upplöstes. Det förblev så fram till 1915 då Tyskland och Österrike-Ungern ockuperade territoriet i samband med första världskriget. Rysslands kejsare ägde ärftlig rätt till titeln som Polens kungar. Staten skapades ur Storhertigdömet Warszawa efter Napoleon Bonapartes nederlag i kriget mot Ryssland 1812 och mot 6:e koalitionens styrkor 1813-1814.

## Befolkning
Befolkningen utgjorde vid folkräkningen 1897 9 402 253 invånare och beräknades 1912 stiga till 12 776 100 inv., vilket innebar en ökning på över 35 procent, även emigrationen till Amerika var stor. Med 98 invånare på 1 km2 var Polen Rysslands tätast befolkade område. Mot 1 000 män svarade 1897 986 kvinnor. Av hela folkmängden var samma år 6 755 503 polacker, 631 844 ryssar, 310 631 litauer, 407 780 tyskar och 1 267 194 judar.

## Förvaltning
Det delades först i 8 vojvodskap, 1846 i fem guvernement och hade egen förvaltning till 1864, då det, efter det misslyckade Januariupproret 1863, helt införlivades med Ryssland och även förlorade namnet konungariket Polen samt i stället kallades Weichselområdet (Привислинский край) och delades i de 10 Weichselguvernementen Warszawa, Piótrkow, Kalisz, Radom, Kielce, Lublin, Siedlce, Plock, Łomża och Suvalki, vilka tillsammans omfattade 127 320 km2.
1867 förlorade Kongresspolen sin särskilda förvaltning. Den dittills i Warszawa bestående regeringskommissionen (ministeriet för konungariket Polen), förvaltningsrådet och de övriga centrala myndigheterna upplöstes, och de enskilda grenarna av förvaltningen förlades under de olika ministerierna i Sankt Petersburg. En ukas från den 29 februari 1868 förordnade om Polens fullständiga sammansmältning med det ryska riket i administrativt hänseende. Landet indelades 1867 i 10 ovan uppräknade guvernement, vars indelning 1913 ändrades därigenom, att guvernementet Siedlce upphävdes och dess område delades mellan guvernementet Lublin, Łomża och det nya guvernementet Cholm. 
Den högsta civila och militära myndigheten i landet tillkom generalguvernören (före 1875 kallad ståthållaren) i Warszawa. Vid hans sida stod sedan 1898 ett förvaltningsråd av många personer, som utgjorde ett slags lagstiftande församling, som skulle höras i alla viktigare frågor, även om generalguvernören, dess ordförande, ensam hade beslutanderätt. Den ryska kommunala självstyrelsen fanns inte i Polen. Städerna styrdes av presidenter och magistrater, som bestod av råd som utnämndes. På landsbygden sköttes förvaltningen av kretschefer, och i spetsen för landskommunen stod en vald föreståndare (vojt). Jurydomstolar fanns ej. För den civila jurisdiktionen gällde sedan 1806 Code Napoleon.